# Kampuchea – Sterben und Auferstehen
Kampuchea – Sterben und Auferstehen ist ein deutscher Dokumentarfilm der DDR-Studios H & S Filme, der 1980 unter Regie von Walter Heynowski und Gerhard Scheumann entstand.

## Handlung
Der Film handelt von der Geschichte Kambodschas.

## Auszeichnungen
- 1980 Besondere Erwähnung beim Internationalen Dokumentarfilmfestival Bilbao
- 1981 Preis für einen neuen Stil des Kurzfilms beim Filmfest Huesca
- 1981 DDR-Filmwoche in Athen mit 17 Dokumentarfilmen des Studios H & S Filme
- 1988 Preis für alle Vietnam- und Kampuchea-Filme beim Filmfest Hanoi